# Прапор Вишнівки (Куп'янський район)
Пра́пор Вишні́вки — один з офіційних символів села Вишнівка, Куп'янський район Харківської області, затверджений рішенням сесії Вишнівської сільської ради.

## Опис прапора
Квадратне полотнище з вміщеними на ньому кольорами і фігурами малого герба.